# 原田與作
原田 與作（原田 与作、はらだ よさく、1900年（明治33年）4月10日 - 1979年（昭和54年）2月2日）は、日本の政治家。第6代札幌市長（在任1959年～1971年。3期。公選市長としては2代目。）。栃木県生まれ。

## 略歴
1902年、3歳で栃木県から一家で北海道名寄市に入植し厳しい開墾生活の中で村の学校で尊敬を受ける教師の存在に感銘を受け教師を志す。
1915年（大正4年）に札幌師範学校（現北海道教育大学札幌校）に学費免除で入学するも、洗練された校風や要領の悪さで馴染めず学費の請求を避けるべく不良な生活態度をとって2年で退学。
1917年（大正6年）に上京し新聞配達や内閣統計局でのアルバイトに励みつつ4年後に日本大学法学部夜間部に合格し、1922年（大正11年）に東京市職員講習所にトップの成績で合格し半年後に東京市職員となる。
東京市役所入職後は水道局に配属され統計事務の改善や関東大震災からの復旧に尽力し23歳で主任に抜擢され、財務局課長の上原六郎の推薦もあり1933年（昭和8年）に33歳で財務局予算係長となり財源確保に尽力、また幻に終わった1940年東京オリンピックの計画づくりを担当した。
1939年（昭和14年）、過労により危篤状態に陥り復調するも東京市役所を退職。伊豆での療養生活の後、4代目札幌市長となっていた上原六郎からの誘いを受け、1945年に札幌市役所へ入職し助役となり、1946年には公職追放に伴い辞任した上原の代理として実質的な市政責任者を務めた後、5代目市長の高田富與とともに札幌市の近代化の基盤を築く。
1959年に札幌市長に初当選。「市民相談室」を設け積極的に市民の意見を取り入れ、浄水場の拡張・市立高校建設・平岸霊園の整備などを進めた。
その後豊平町との合併を前提に人口100万人を目標とした大規模な総合計画を立案し、整備予算の確保を兼ねて冬季オリンピックの札幌招致に心血を注ぎ、第10回大会（1968年）招致の失敗を経て第11回大会（1972年）の招致に成功した。この間地下鉄計画・下水道整備・豊平峡ダム建設・札幌駅前通拡幅・競技場建設・都市環境整備など「市民のためのオリンピック」を念頭に置いた開発を行った。
1962年、交通安全都市宣言を行う。1963年、「札幌市民憲章」制定。1964年、「市民の歌」、「市旗」制定。
1971年、3期12年の任期を終え、4期目に不出馬、市長を退く。勲三等旭日中綬章を受章。
1972年、北海道開発功労賞・北海道功労賞（スポーツ部門）受賞。
1979年2月2日、死去。従四位を追叙された。

## 著書
- 『自治体生活五十年』時事通信社、1971年。
- 『私の五十年』北海道新聞社、1976年。